# Judith Pfaeltzer

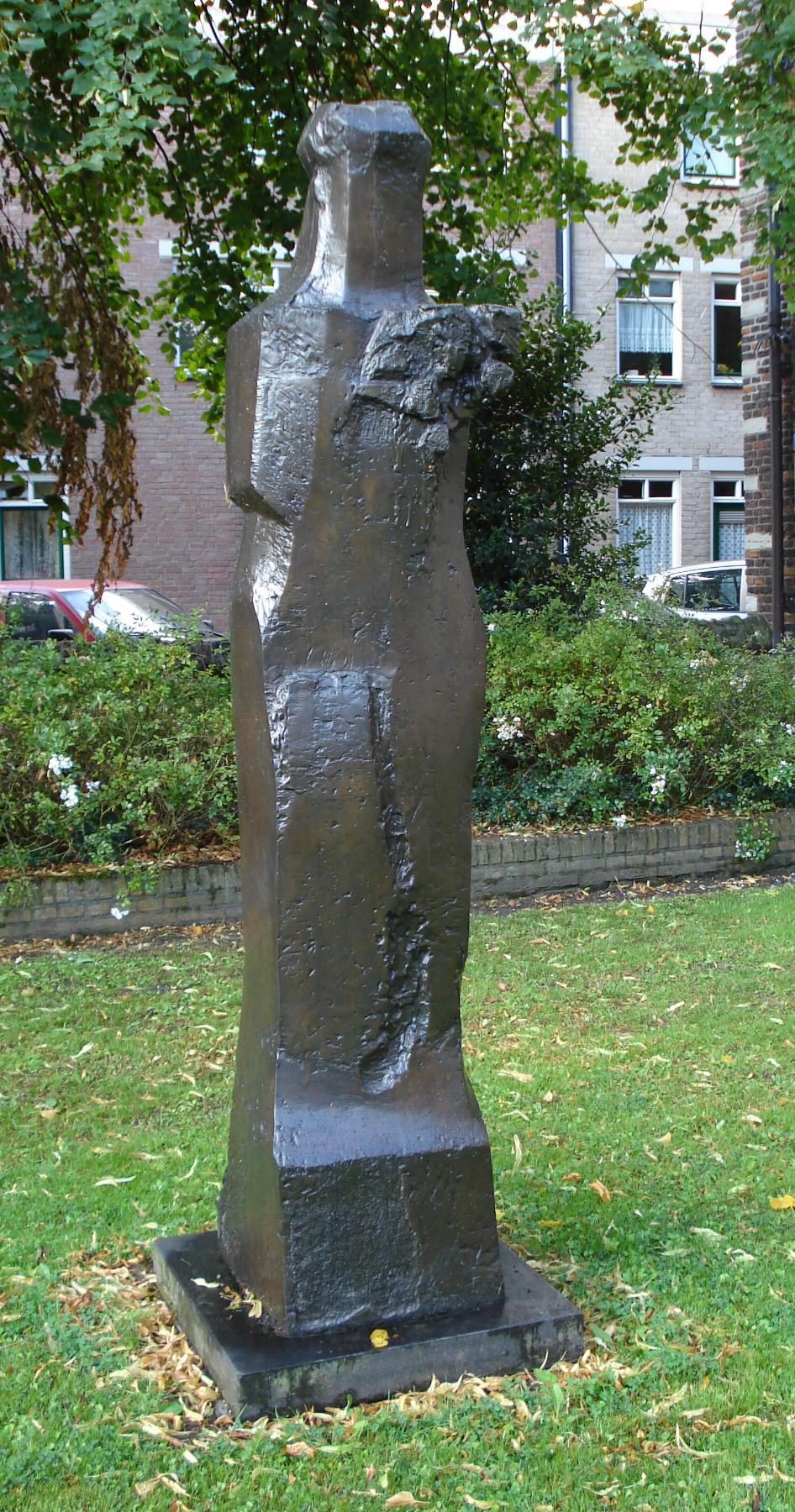
Sint Liduina, Schiedam

Judith Pfaeltzer (Hilversum, 20 mei 1950) is een Nederlandse beeldhouwer en medailleur.

## Leven en werk
Pfaeltzer studeerde van 1969 tot 1975 aan de Rijksakademie van beeldende kunsten in Amsterdam. Zij maakt beelden voor de openbare ruimte, penningen en portretbustes (onder anderen van de componisten Felix Mendelssohn Bartholdy en Hendrik Andriessen voor Muziekcentrum Vredenburg in Utrecht).

## Enkele werken in de openbare ruimte
- Wachtende (1983), poliklinieken Ziekenhuisweg in Lelystad
- De slapende (1988), Beeldenroute Maliebaan in Utrecht
- Ontmoeting (1995), Janstraat in Haarlem
- Sint Liduina (1998), Oude Kerkhof in Schiedam
- Terra Incognita I (2009), beeldentuin van het museum Singer in Laren

## Fotogalerij

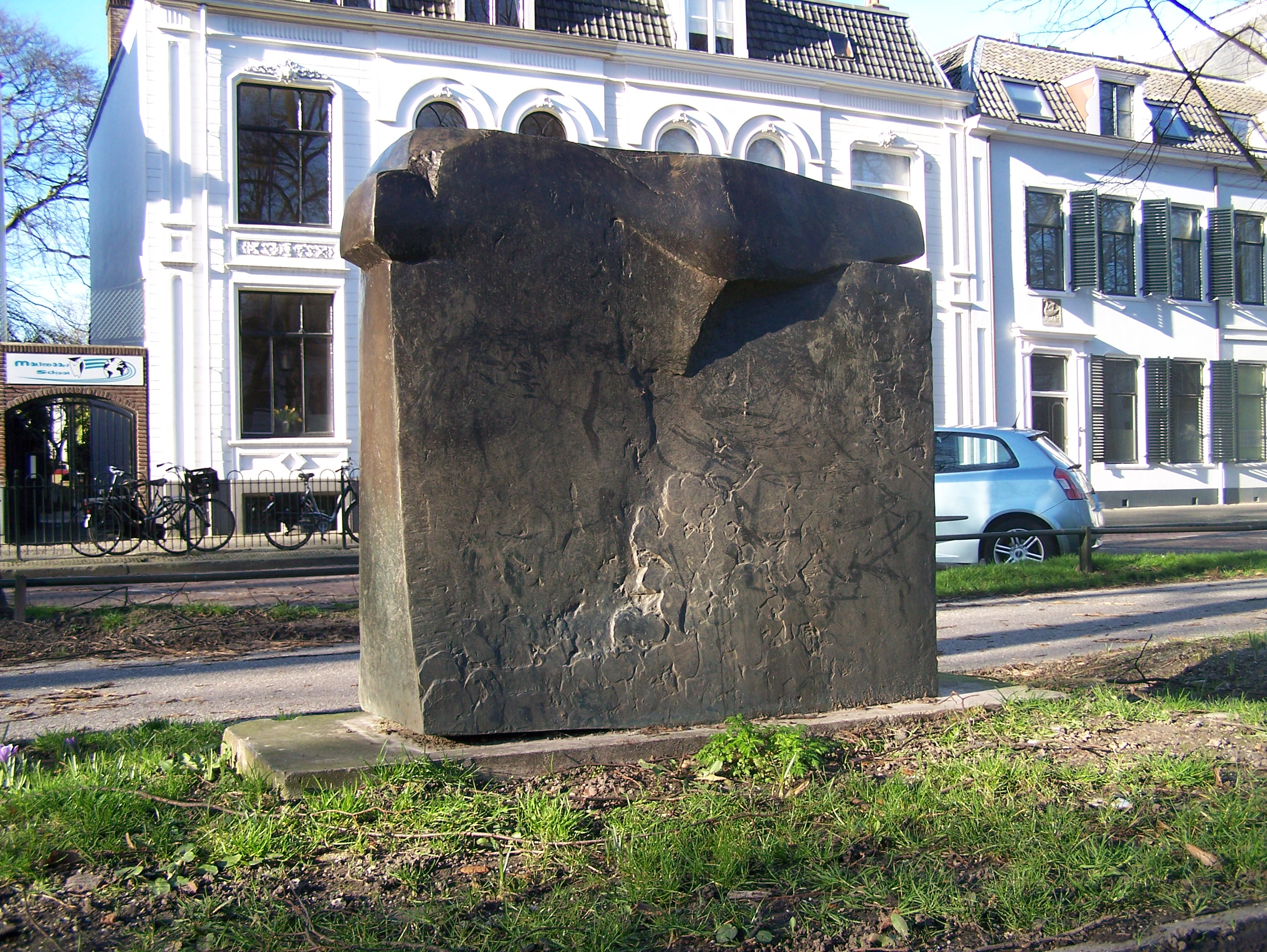
De slapende (1988)
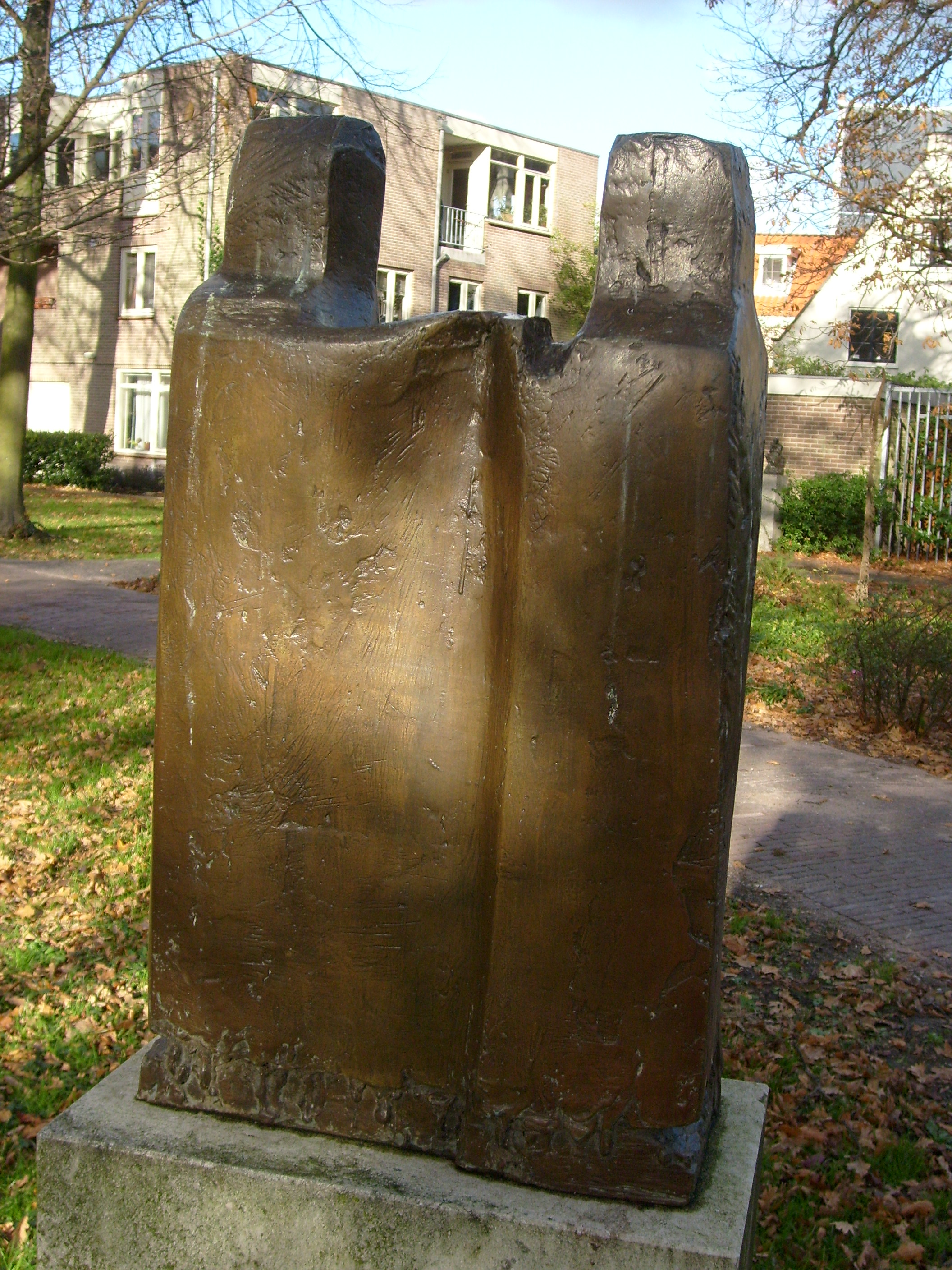
Ontmoeting (1995)
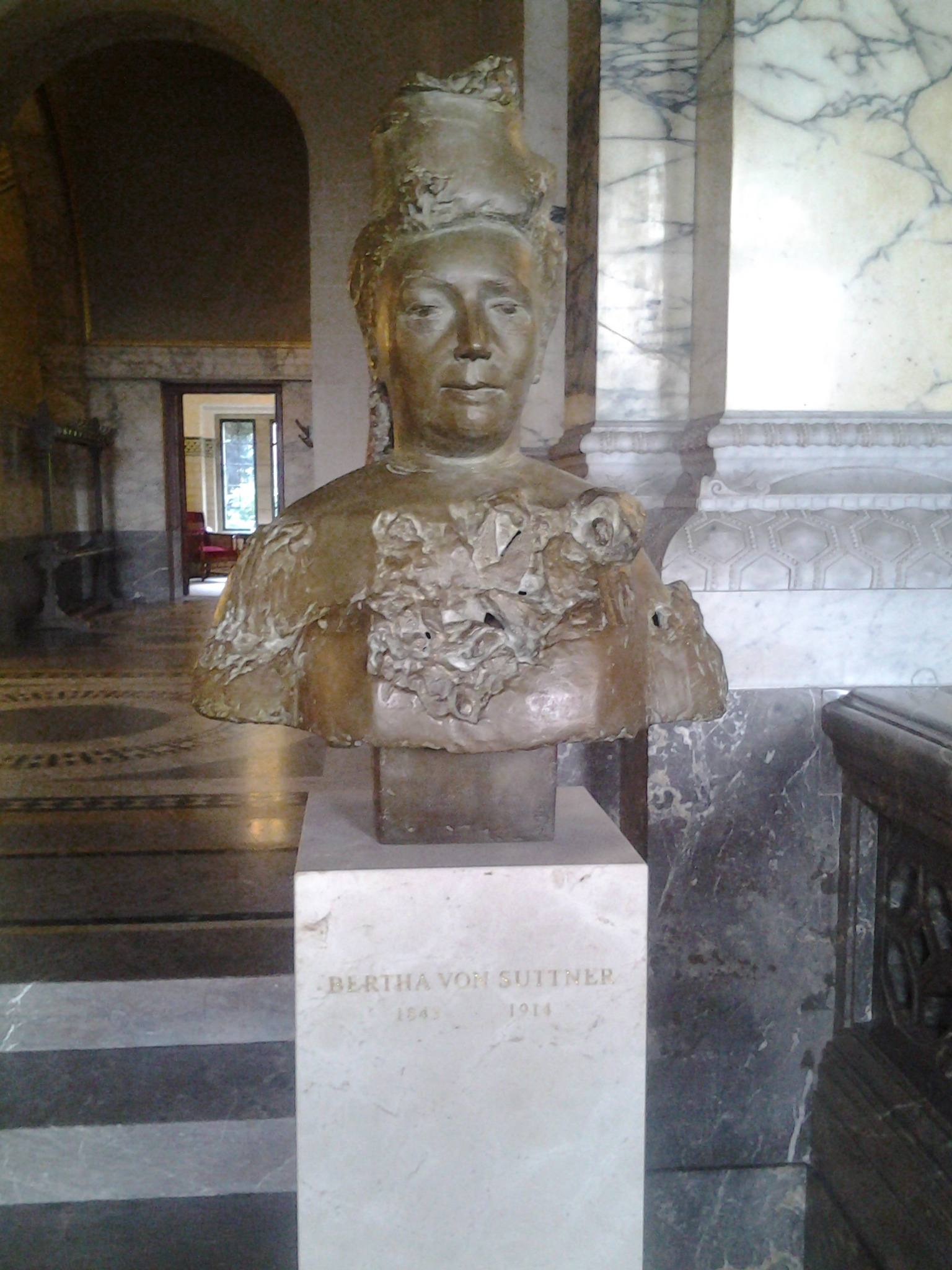
Bertha von Suttner (Vredespaleis, 2013)
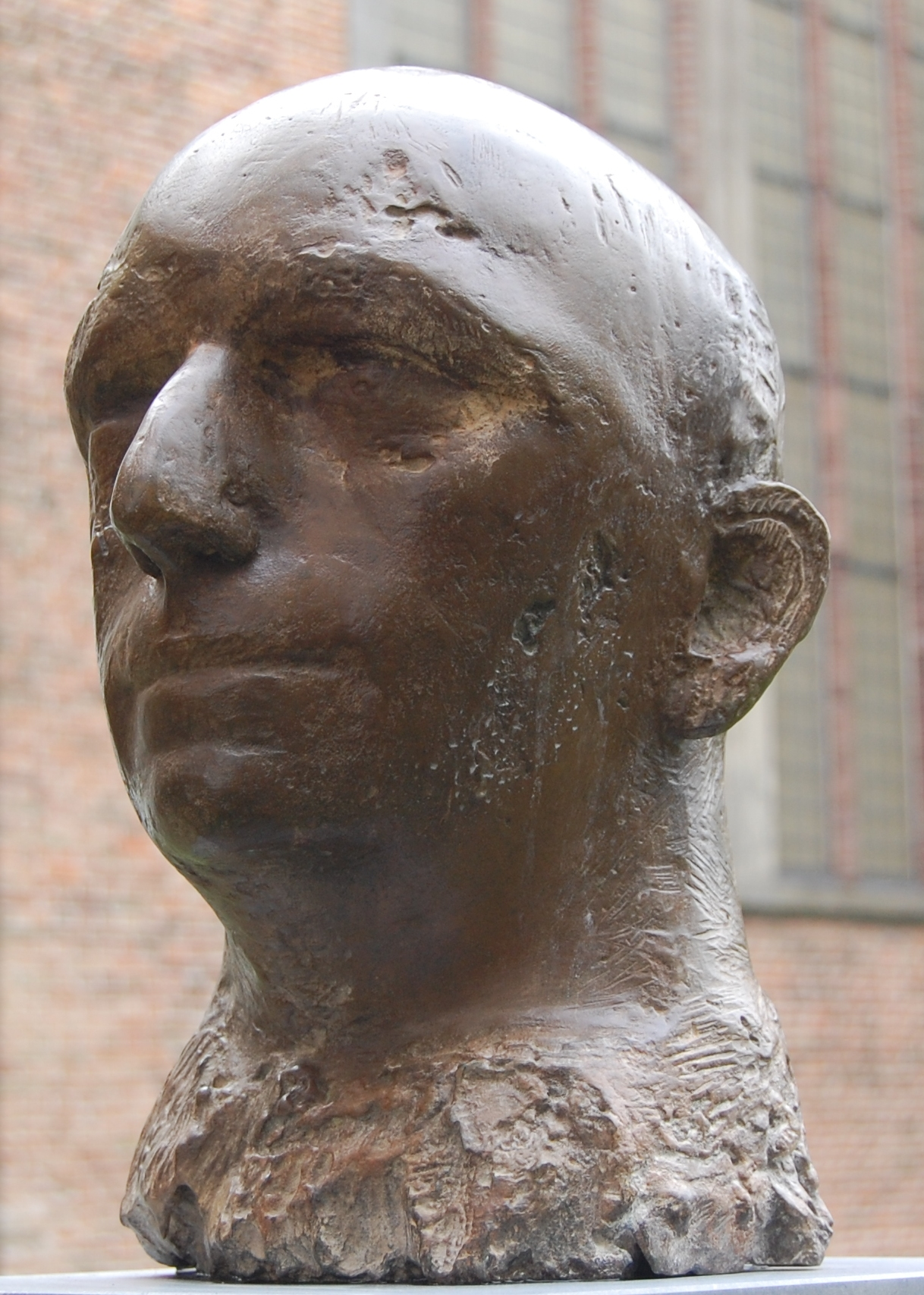
Kop van Leo Gestel (2015), Woerden